# レッスルキングダム (テレビゲーム)
『レッスルキングダム』は、プロレスをモチーフにしたテレビゲームである。発売元はユークス。ユークスの子会社である、新日本プロレス東京ドーム大会のタイトルとして「レッスルキングダム IN 東京ドーム」として使われた。
Xbox 360版が2005年12月22日に発売されたが、不具合が見つかったとして発売当日に回収、出荷停止を表明した。2006年1月19日に改めて発売された。定価は8,140円。
PS2版が2006年7月20日に発売された。PS2版では登場人物がXbox 360版から一部変更された。
また2007年5月10日にはPS2でレッスルキングダム2 プロレスリング世界大戦が発売された。故人・引退したレジェンド（名選手）が多く登場するが、本作ではプロレスリング・ノア所属選手は収録されていない（本作の発売元であるユークスが新日本プロレスの親会社となったため）。
登場するプロレスラーは実際の選手であり、新日本プロレス、全日本プロレス、プロレスリング・ノア所属選手を中心に、フリーランスの著名なレスラーを加えた構成となっている。レフェリー、リングアナウンサーについても前述3団体の人物が登場する。

## 登場するプロレスラー

### 新日本プロレス
- アントニオ猪木
- 藤波辰爾
- 蝶野正洋
- 永田裕志
- 中西学
- 天山広吉
- 棚橋弘至
- 中邑真輔
- ブロック・レスナー
- ジャイアント・バーナード
- マスクド・デビロック
- 初代タイガーマスク
- 獣神サンダー・ライガー
- 金本浩二
- 稔
- タイガーマスク
- 井上亘
- 邪道
- 外道

### 全日本プロレス
- 武藤敬司
- 小島聡
- 太陽ケア
- 嵐
- カズ・ハヤシ
- グレート・ムタ

### プロレスリング・ノア
- 三沢光晴
- 小橋建太
- 秋山準
- 田上明
- 力皇猛
- 森嶋猛
- モハメド・ヨネ
- 小川良成
- 丸藤正道
- 金丸義信
- 杉浦貴
- KENTA

### フリー
- 天龍源一郎
- 長州力
- 橋本真也
- 川田利明
- 佐々木健介
- 高山善廣
- 柴田勝頼
- 村上和成
- 西村修
- ジャマール

## 登場するレフェリー
新日本プロレス
- レッドシューズ海野

全日本プロレス
- 和田京平

プロレスリング・ノア
- 西永秀一

## 登場するリングアナウンサー
新日本プロレス
- 田中秀和

全日本プロレス
- 木原文人

プロレスリング・ノア
- 仲田龍